# ХК Металург Магнитогорск
ХК Металург Магнитогорск (рус. Металлург Магнитогорск) је руски хокејашки клуб из Магнитогорска. Клуб се такмичи у Континенталној хокејашкој лиги.
Утакмице као домаћин игра у Арени Металург капацитета 7.700 места.

## Историја
Металург је основан 1950. године. Били су шампиони СССР-а 1981. године, а након распада државе три пута су били шампиони Русије 1999, 2001 и 2007. године.
Два пута су били први у Европској хокејашкој лиги, и то 1999. и 2000. године. Други трофеј 2000. године је освојен у Супер купу победом у финалу над клубом Амбри-Пиота из Швајцарске. Шпенглеров куп су освојили 2005, а три пута су освајали и Тампере куп. Две хиљаде осме су освојили куп европских шампиона.
Дана 1. октобра 2008. Металург Магнитогорск је играо против Њујорка ренџерса у оквиру Викторија купа у Пост Финанс арени у Берну. Мечу је присуствовало 13.794. људи. Металург је водио са 3:0, али је на крају ипак изгубио са 4:3

## Трофеји
- Хокејашка лига Совјетског Савеза:
  - Првак (1) : 1981
- Супер лига Русије:
  - Првак (3) : 1999, 2001, 2007
- Европска хокејашка лига/Куп европских шампиона:
  - Првак (3) :1999, 2000, 2008
- Шпенглеров куп:
  - Првак (1) :2005.
- ИИХФ Супер куп:
  - Првак (1) :2000.
- ИИХФ Супер куп:
  - Првак (3) :2005, 2006, 2008

## Познати бивши играчи
- Дмитриј Јошкевич
- Игор Корољев
- Јевгениј Малкин
- Сергеј Гончар
- Јевгениј Набоков
- Трејвис Скот
- Патрик Елиаш
- Петр Сикора
- Сергеј Фједоров